# Sankt Martins församling
Sankt Martins församling var en församling i Linköpings stift inom Svenska kyrkan. Församlingen uppgick under 1300-talet i Skänninge församling.
Församlingens kyrka var Sankt Martins kyrka.

## Administrativ historik
Församlingen har medeltida ursprung. Tidigt utbröts Sankt Martins församling ur Allhelgona församling. Omkring 1300 utbröts Skänninge församling ur Allhelgona församling samtidigt som Sankt Martin införlivades i denna.